# Пироженко, Степан Матвеевич
Степан Матвеевич Пироженко (24 апреля 1916, Мариуполь — 21 марта 1962, Киев) — участник Великой Отечественной войны, сержант, катерист 134-го отдельного моторизированного понтонно-мостового батальона 6-й понтонно-мостовой бригады 1-го Украинского фронта; Герой Советского Союза.

## Биография

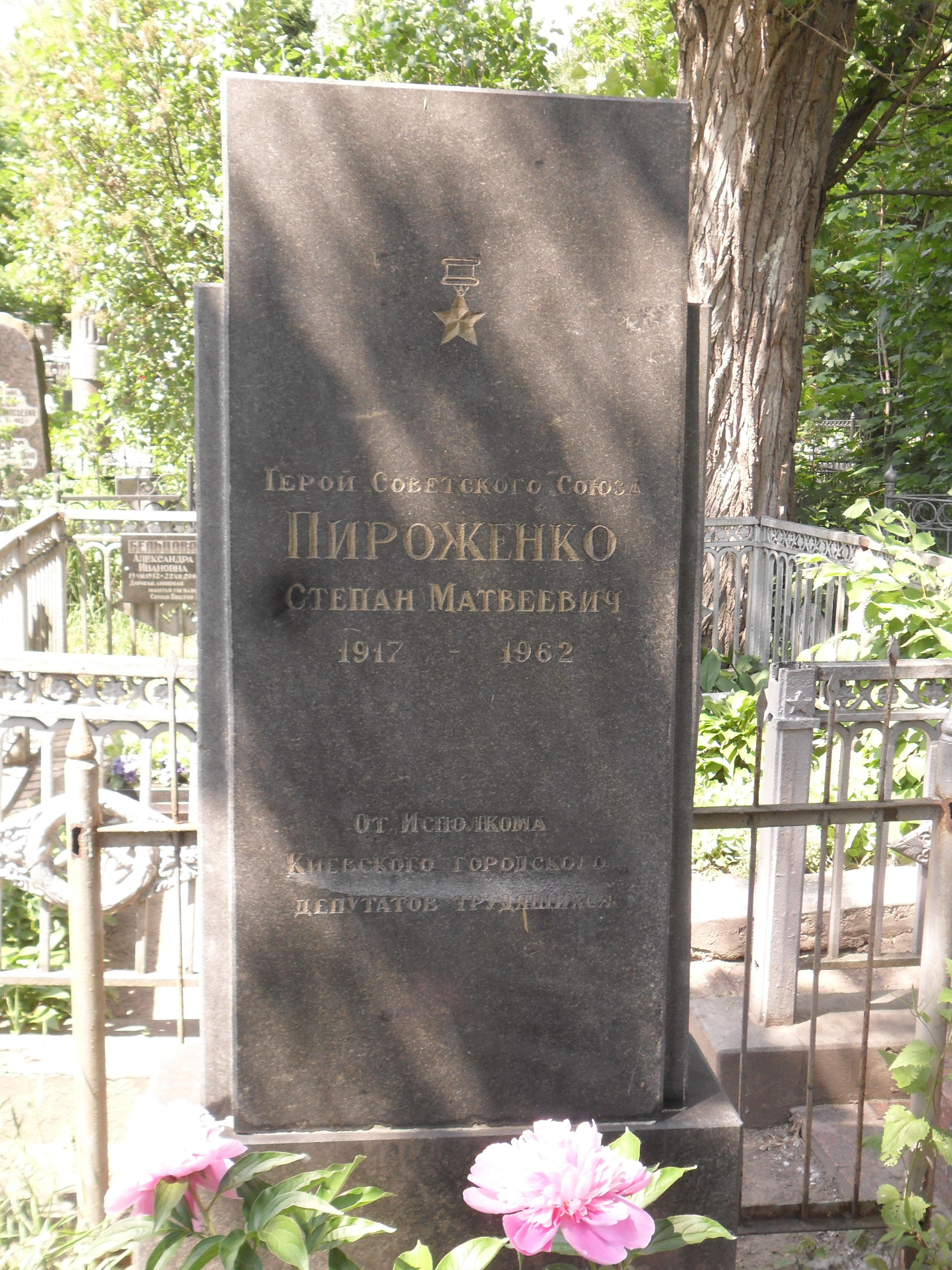
Могила Пироженко на Лукьяновском военном кладбище Киева

Родился в украинской семье рабочего. Получил начальное образование. Жил в Киеве, работал мотористом катера на Днепре.
С 1943 года — в рядах Красной Армии, с октября — в боях Великой Отечественной войны, воевал на 1-м Украинском фронте.
С 1 по 9 февраля 1945 года, будучи катеристом отдельного моторизированного понтонно-мостового батальона во время форсирования реки Одер в районе местечка Цюхен (ныне Ciechanów, гмина Емельно, Гурувский повят, Нижнесилезское воеводство, Польша), в условиях ледохода обеспечил бесперебойную паромную переправу 75 танков и самоходных артиллерийских установок, 66 орудий, 53 миномётов, 190 тонн боеприпасов, 80 тракторов и около 6000 воинов, чем содействовал успеху боевых действий. Указом Президиума Верховного Совета СССР от 27 июня 1945 года за образцовое выполнение боевых заданий командования и проявленные при этом мужество и героизм сержанту Степану Матвеевичу Пироженко присвоено звание Героя Советского Союза с вручением ордена Ленина и медали «Золотая Звезда» (№ 7831).
После войны жил в Киеве, продолжал работал мотористом на судах.
Похоронен на Лукьяновском военном кладбище (Киев).

## Награды
- Медаль «Золотая Звезда» Героя Советского Союза (27.6.1945);
- орден Ленина (27.6.1945);
- два ордена Красной Звезды;
- медали.